# 頜異齒䲁
頜異齒䲁（學名：Ecsenius mandibularis），又稱頜無鬚䲁，為輻鰭魚綱鳚形目䲁科異齒䲁屬的一種，分布於西太平洋澳洲昆士蘭大堡礁海域，深度10至37公尺，本魚體延長，稍側扁，似圓柱狀；頭鈍短。前鼻孔具一鼻鬚；無眼上鬚及頸鬚，齒門牙45至53顆，後犬齒，兩側各一個，側線無垂直孔對，體色灰色至淺棕色，側面有兩排淺色斑點，一條寬闊的深白色邊緣條紋從眼睛延伸到頭部和身體前部，虹膜下三分之一為白色，上三分之二帶有淺色的放射狀線條，背鰭硬棘11-12枚、背鰭軟條14-16枚、臀鰭硬棘2枚、臀鰭軟條16-18枚，體長可達7.5公分，棲息在珊瑚礁，以藻類及碎屑為食，具領域性，雌魚產附著性卵，雄魚有護卵行為，幼魚為浮游性，生活習性不明。